# Mangawan
Mangawan là một thị xã và là một nagar panchayat của quận Rewa thuộc bang Madhya Pradesh, Ấn Độ.

## Địa lý
Mangawan có vị trí 24°41′B 81°33′Đ / 24,68°B 81,55°Đ Nó có độ cao trung bình là 305 mét (1000 feet).

## Nhân khẩu
Theo điều tra dân số năm 2001 của Ấn Độ, Mangawan có dân số 11.556 người. Phái nam chiếm 53% tổng số dân và phái nữ chiếm 47%. Mangawan có tỷ lệ 57% biết đọc biết viết, thấp hơn tỷ lệ trung bình toàn quốc là 59,5%: tỷ lệ cho phái nam là 68%, và tỷ lệ cho phái nữ là 45%. Tại Mangawan, 18% dân số nhỏ hơn 6 tuổi.